# Cedrus deodara
Il cedro dell'Himalaya (Cedrus deodara (Roxb. ex (D.Don) G.Don, 1830)) è una specie di cedro nativo del versante occidentale dell'Himalaya, diffuso nella parte orientale dell'Afghanistan, nel nord del Pakistan, nel Kashmir, negli stati nordoccidentali dell'India, in Tibet e in Nepal. Si trova a quote di 1550-3200 m di altitudine. Il nome “deodara” deriva dal sanscrito devadar, che significa albero degli dei, per la sua connessione con l’Himalaya, considerata montagna sacra.

## Descrizione
È un albero sempreverde di grandi dimensioni, alto mediamente 40–50 m, ma che può raggiungere i 60 metri di altezza e i 3 metri di diametro. La sua chioma è piramidale, con un diametro di 5-20 metri, e la cima è ricurva fin da giovane. Il tronco è unico, cilindrico e con corteccia grigiastra, che negli esemplari adulti si screpola in placche sottili. I rami sono tendenzialmente orizzontali e portano ripiani di fogliame, con caratteristici germogli apicali penduli.
Esistono due varietà di Cedro dell'Himalaya: la varietà tipo, che ha un portamento eretto, e la varietà pendula, che ha un portamento piangente. La varietà pendula è di dimensioni più ridotte rispetto alla specie tipo e può raggiungere un'altezza massima di 8-10 metri. I suoi rami ricadono lungo il tronco ricoprendolo interamente e l'apice vegetativo, raggiunti i 3-4 metri, tende anch'esso a ricadere assumendo forme varie ed irregolari.
La corteccia del Cedro dell'Himalaya è grigio-brunastra e liscia da giovane, ma diventa grigio scura e si sfalda in placche a maturità. I giovani rami sono di color grigio-rossastro, densamente tomentosi e penduli.
Le foglie del Cedro dell'Himalaya sono aghiformi, lunghe 2,5–5 cm, non pungenti, dapprima di colore grigio-azzurro e poi verde scuro, portate a ciuffi su brachiblasti e riunite in fascetti di 30-40, mentre quelle dei macroblasti sono singole.
La pianta è monoica, quindi porta fiori maschili e femminili sulla stessa pianta. I fiori maschili sono riuniti in piccoli coni eretti, lunghi 3–5 cm, di colore grigio-verde. I fiori femminili sono riuniti in coni lunghi 7–10 cm, eretti, conici e arrotondati in punta, dapprima violacei e poi bruni. I coni si formano sui rami più alti della pianta, a partire dai 35-40 anni di età. L'antesi avviene in settembre-ottobre.
I frutti del Cedro dell'Himalaya sono delle pigne o strobili, a maturazione di colore bruno-rossastri, che maturano tra settembre e novembre dell'anno successivo. I semi sono contenuti all'interno delle pigne e sono disseminati dal vento. Fruttifica verso i 40 anni.

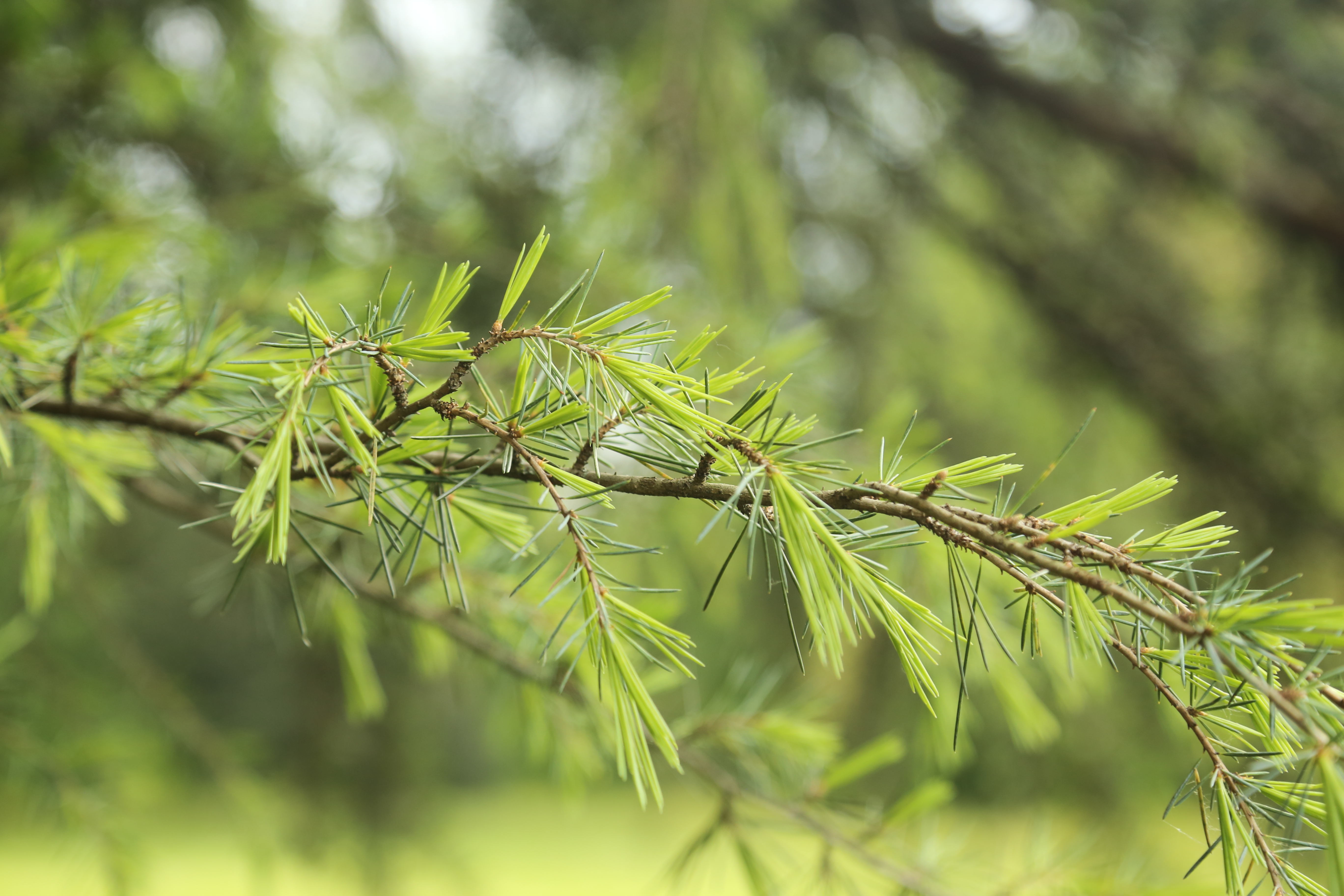
Cedrus deodara, particolare delle foglie di un esemplare nel parco delle Cascine a Firenze

## Usi
Il legno del Cedro dell'Himalaya è un materiale pregiato, caratterizzato da leggerezza, profumo, tonalità variabili dal bruno-rossastro al giallo chiaro e giallo-bruno, e resistenza agli attacchi di insetti lignicoli. Il suo utilizzo principale è quello ornamentale, per il quale fu introdotto in Europa nel 1820. Ne esistono inoltre alcune cultivar selezionate appositamente per questo scopo come il Cedrus deodara "Pendula" con portamento ricadente e Cedrus deodara "Aurea" con il fogliame verde giallastro dorato.